# Andréi Kornéyev
Andréi Nikoláyevich Kornéyev (en ruso: Андре́й Никола́евич Корне́ев, transliterado estrictamente como Andréij Nikolájevič Kornéjev, Omsk el 10 de enero de 1974 - Moscú, 2 de mayo de 2014) fue un nadador ruso y medallista olímpico en los Juegos Olímpicos de Atlanta 1996.

## Biografía
Cuando contaba con 19 años de edad participó por primera vez en un campeonato profesional, el Campeonato Europeo de Natación de 1993. Llegó a conseguir la medalla de bronce en la modalidad de 200 m braza. Dos años después, en el mismo campeonato, ganó su primera medalla de oro, con un tiempo de 2:12,62, tres décimas más rápido que Károly Güttler, quien acabó en segunda posición. También ganó otra medalla de oro en la modalidad de 4 x 100 m combinado. Posteriormente, participó en los Juegos Olímpicos de Atlanta 1996 en su especialidad, ganando la medalla de bronce. En 1997 tomó parte del Campeonato Europeo de Natación de 1997 celebrado en Sevilla, donde ganó dos medallas, una de oro y otra de plata. Además, el mismo año participó en el Campeonato Mundial de Natación en Piscina Corta de 1997, ganando otra medalla de plata, y retirándose posteriormente tras dar positivo en un control de dopaje.
Tras su notorio éxito en las competiciones de natación, recibió la medalla del Orden por el mérito a la patria rusa en 1998.
Falleció el 2 de mayo de 2014 en Moscú a los 40 años de edad tras sufrir un cáncer de estómago.